# Neuville-au-Plain
Neuville-au-Plain ist eine französische Gemeinde mit 84 Einwohnern (Stand 1. Januar 2022) im Département Manche in der Region Normandie. Neuville-au-Plain liegt nahe Sainte-Mère-Église und ist landwirtschaftlich geprägt. Das Dorf hat Anschluss an die Nationalstraße 13.

## Geschichte
Neuville-au-Plain war die erste französische Gemeinde im kontinentalen Frankreich, die im Zweiten Weltkrieg bei der Alliierten Invasion 1944 in der Normandie befreit wurde.

## Bevölkerungsentwicklung
| 1793 | 1901 | 1962 | 1968 | 1975 | 1982 | 1990 | 1999 | 2020 |
| ---- | ---- | ---- | ---- | ---- | ---- | ---- | ---- | ---- |
| 210  | 183  | 135  | 150  | 112  | 92   | 88   | 94   | 87   |

## Darstellung im Film
Die Handlung des preisgekrönten US-amerikanischen Kriegsfilms Der Soldat James Ryan spielt unter anderem in Neuville-au-Plain.